# Les tribulacions del jove Werther

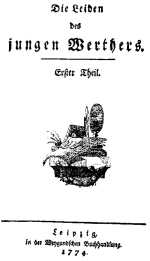
Portada de la primera edició

Les tribulacions del jove Werther, publicat el 1774 en llengua alemanya amb el títol de Die Leiden des jungen Werthers, és un llibre semiautobiogràfic de Johann Wolfgang von Goethe, un dels autors més importants del romanticisme alemany. Goethe mencionà en la primera versió del seu Römische Elegien, que el seu «sofriment juvenil» fou, en part, inspiració per a la creació de la novel·la.
Werther és una novel·la important del moviment romàntic alemany Sturm und Drang. És un dels pocs treballs que Goethe escrigué dins d'aquest moviment abans de començar, amb Friedrich von Schiller, el moviment clàssic de Weimar, en el qual també influí.
El llibre aconseguí que Goethe, que l'havia escrit amb 24 anys, es convertís en una de les primeres celebritats literàries. Al final de la seva vida, molts joves viatjaven fins a Weimar per visitar el mestre, de qui en moltes ocasions només coneixien aquest llibre.
La novel·la està formada per fets biogràfics i autobiogràfics relacionats amb dues relacions triangulars i un individu: Goethe, Christian Kestner i Charlotte Buff (que es va casar amb Kestner); Goethe, Peter Anton Brentano, Maximiliane von La Roche (que es va casar amb Brentano) i Karl Wilhelm Jerusalem, que es va suïcidar la nit del 29 o 30 d'octubre de 1772. Es va disparar al cap amb una pistola prestada a Kestner.
L'empremta del llibre en la societat fou tan gran que l'adjectiu de ser un Werther s'utilitzà per descriure qualsevol jove idealista enamorat fervorosament.

## Trama i estructura

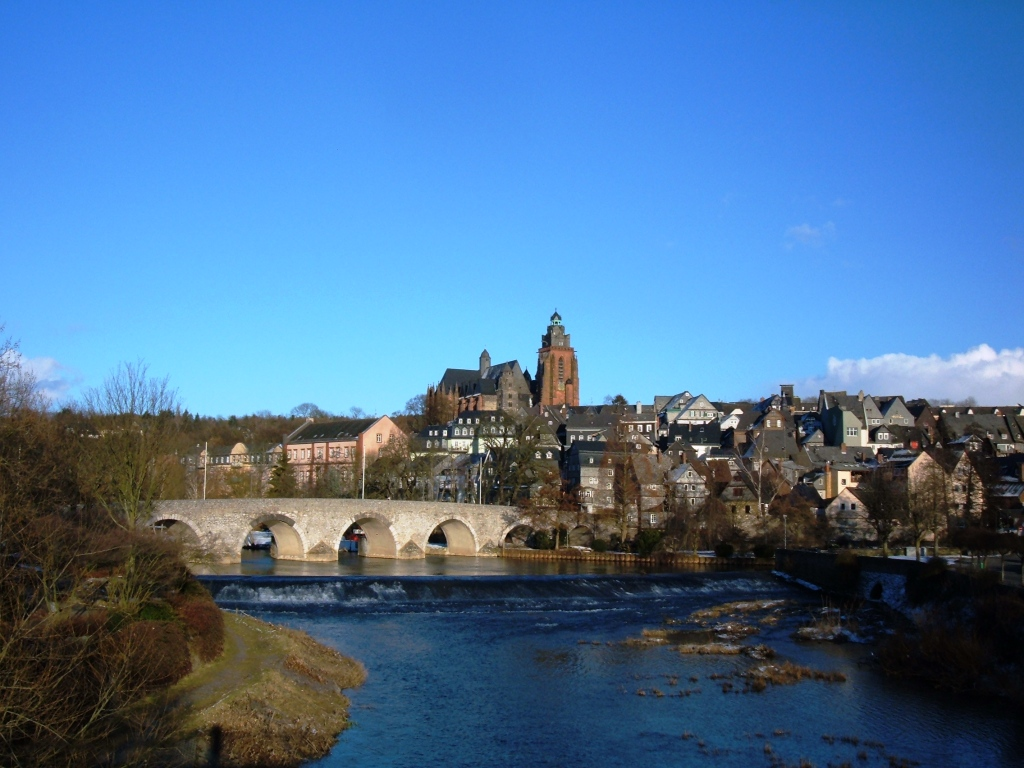
Vista de Wetzlar

El llibre està compost per tres parts: Llibre primer, Llibre segon i De l'editor al lector. En les dues primeres parts, trobem les cartes que periòdicament va escrivint el jove Werther a Wilhelm, el seu millor amic. Malgrat que no trobem les respostes d'aquest, sí que en moltes cartes del mateix Werther veiem com respon a preguntes que li fa el seu amic. Les vivències que descriu comencen amb l'arribada de Werther a un poble anomenat Wahlheim (encara que, en veritat, està basat en Garbenheim, als voltants de la ciutat de Wetzlar). Allà queda agradablement sorprès de les tradicions de la gent del camp, i malgrat que troba la ciutat, segons pròpies paraules, desagradable, sí que professa una gran admiració pels seus voltants. Hi coneix la Lotte, una noia compromesa amb Albert (11 anys més gran que ella), i se n'enamora profundament. La resta del text, en què també s'inclouen algunes cartes a la mateixa Lotte, continua explicant a Wilhelm les seves emocions; en el llibre primer d'eufòria i felicitat. Com que l'amor entre Werther i Lotte és impossible, ell decideix anar-se’n del poble. En el llibre segon, després de passar un temps treballant per al comte de C., torna al poble de Lotte, mantenint la seva pena perquè sap que el seu amor no podrà ser correspost. Les cartes del segon llibre ja no contenen en cap cas la felicitat i l'alegria de caràcter del primer Werther. S'hi dilueix un sofriment constant que va desgastant la moral i l'ànim del jove protagonista fins a arribar a l'última part del llibre. De la mateixa manera en què s'inicia el llibre, amb l'editor declarant la seva voluntat de fer propera aquesta història, aquí també el mateix editor es dirigeix al lector per explicar-li els últims dies de Werther, ja que, per raons evidents, no els podem conèixer de primera mà. Werther veu que un dels tres ha de morir i ell, incapaç de fer mal a ningú, decideix demanar un parell de pistoles a Albert, amb les quals es lleva la vida.

## Els personatges
Werther seria suposadament l'àlter ego de Goethe, encara que també guarda moltes relacions amb un amic de l'escriptor anomenat Jerusalem. Tant Werther com Goethe es van enamorar d'una noia promesa amb un home més gran que ella, però a diferència de Werther, Goethe no es va suïcidar i, en canvi, el seu amic Jerusalem sí. Werther representa, en part, l'ideal de jove romàntic. En ell, hi ha un caràcter obert i liberal, desenganyat de protocols i del que es considerava «políticament correcte». En Werther, trobem una necessitat constant de ser sincer, lluitant sempre contra la falsedat de la classe acomodada de la qual ell en el fons també forma part. Werther és un jove idealista, generós i atent a les desgràcies dels altres. En el llibre, sovint veiem en les seves cartes discursos morals sobre els fets que passen al seu voltant. És un amant de la natura, l'observació de la qual considera que engrandeix l'ànima de l'ésser humà i la dota d'especial sensibilitat. Pel que fa a religió, a part de lligar la grandesa de la natura a Déu, també declara Jesús com el «mestre de la humanitat» i cita «no facis als altres el que no vols que et facin a tu» com la regla d'or que han de seguir els humans. La joventut de Werther també fa que, a vegades, sigui poc sensat, i aquest impuls incontrolable que és incapaç d'amagar perquè forma part de la seva naturalesa, si bé segurament serà un dels principals motius pel qual els altres no poden sinó estimar-lo i admirar, també és el que, en últim terme, el porta als fets del final del llibre.

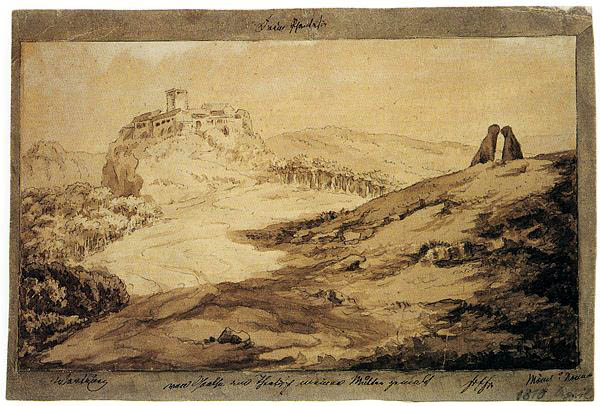
Pintura de Gœthe datada del 14 de desembre del 1807

Werther comparteix amb Goethe l'afició per la lectura, en especial d'Homer i Ossian. Quan explica els seus primers temps a Wahlheim, explica al seu amic com sempre ha d'anar acompanyat de la seva estimada Ilíada o Odissea. Al final del llibre, però, en una de les escenes que han de portar al desenllaç, Goethe tradueix un fragment d'Ossian, descobert per aquells anys. Quan, al final, es conegué que els poemes que havia presentat James MacPherson en veritat no eren de cap Homer medieval, sinó que eren del mateix MacPherson, Goethe declarà que, al principi del llibre, quan Werther toca de peus a terra llegeix Homer, en canvi, quan llegeix Ossian, és ja una persona sota grans efectes de confusió mental. Una altra afició que compartien Goethe i Werther era el gust pel dibuix. Al principi del llibre, quan Werther arriba a les valls de Walheim, explica com, corprès per la bellesa de l'entorn, es veu incapaç d'aturar el seu gust per dibuixar el que s'estén davant seu. Mentre continua l'amor per Lotte abans que torni i conegui Albert, arriba al seu punt màxim d'eufòria, que també es manifesta, segons diu, en un augment de la seva necessitat creadora. En canvi, en el posterior torçament de les seves esperances, veu com neix en ell una incapacitat per a dibuixar tot allò que trobava abans tan bell.

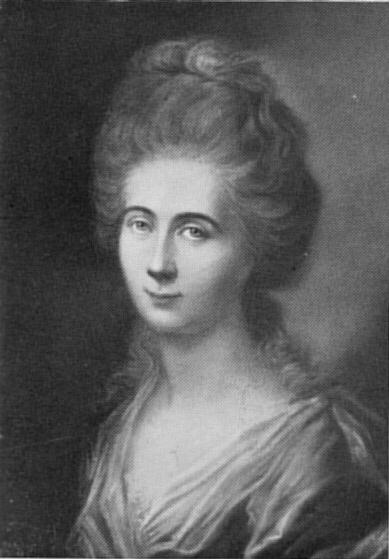
Charlotte Kestner geb. Buff (1753-1828)

Pel que fa a Lotte, diminutiu de Charlotte, en veritat es tracta de Charlotte Sophie Henriette Buff (Wetzlar, 11 de gener del 1753 - Hannover, 16 de gener del 1828). Charlotte Buff era filla d'un oficial, en el llibre un funcionari àulic, i tenia nombrosos germans. Quan Goethe acabà els estudis legals el 1772, trobà feina en la Cambra Imperial del Sacre Imperi Romanogermànic, justament a Wetzlar. Fou, llavors, quan cultivà l'amistat del secretari Karl Wilhelm Jerusalem. La nit del 9 de juny del 1772, els dos amics assistiren a un ball. En aquest ball, que llavors era una de les principals ocasions en què els joves es podien conèixer i festejar, Goethe va conèixer la jove Charlotte Buff i el seu promès Johann Christian Kestner, un home més gran, que en el llibre tindria llavors el paper d'Albert. Goethe es va enamorar instantàniament de Lotte. Albert, per diferents motius, es troba de viatge quan es coneixen els dos protagonistes; és per això que, en el període en què aquest estigué absent, ambdós travaren una profunda amistat. Quan Werther descriu per primera vegada Lotte a Wilhelm, explica com, anant cap al ball, el seu cotxe es parà davant de casa de Lotte per recollir-la. Werther, que no la coneix, baixa per buscar-la i la troba rodejada de tots els seus germans. És en aquell moment en què Werther s'enamora d'ella, apareixent-se-li com una dona afectuosa, dolça i bella. Tant en el llibre com en la vida real, Charlotte fou sincera amb Werther i li digué que no posés esperances en una aventura. Finalment, Goethe se n'anà l'11 de setembre de Wetzlar sense acomiadar-se'n. El seu amic Jerusalem també s'enamorà de la dona d'altri, i en no ser correspost, se suïcidà. La casa de Lotte, actualment, es troba a la Lottestrasse 8, i ha esdevingut un museu on es guarden objectes personals i de l'època de la família de Lötte i de Goethe.
D'Albert, en Johann Christian Kestner en la vida real, Werther diu en tot moment que és un home digne i que s'estima enormement Lotte, encara que al final acaba assegurant que ella mai no serà tan feliç amb Albert com ho hauria estat amb ell mateix. Werther diu que és incapaç de negar-li el seu afecte, ja que malgrat que el lector pot veure que tenen caràcters i temperaments oposats, ambdós són persones honrades i que estimen Lotte, per la qual cosa gens d'animadversió és possible entre tots dos. Werther no pot trobar-li defectes i no el pot odiar. De fet, Albert sempre li mostra afecte i es converteix en el seu millor amic a Wahlheim. Werther veu i comprèn com la parella l'estima, el té en consideració i procura per la seva felicitat, excepte en allò que no li pot donar.
«Ja veus com s'avancen als meus propis desigs; com busquen formes per donar-me aquestes petites proves d'amistat, mil vegades més precioses que els presents magnificents amb què a vegades se'ns humilia amb la vanitat de qui ens obsequia.» Werther

## Efecte del llibre en la vida de Goethe
Durant la seva vellesa, Goethe guardà distància amb el seu llibre, i n'arribà a lamentar la fama. Malgrat que molts dels noms propis, tant de poblacions com de persones, en el llibre es deixa clar que no són autèntics i s'han canviat expressament per protegir la identitat, Goethe no pogué dirigir l'afecte de Werther a un altre nom que no fos el de la Charlotte. Així doncs, també va lamentar haver fet públic el seu amor juvenil per Charlotte Buff.
Tot i ser una de les seves primeres obres, ja que només tenia 24 anys, al final de la seva vida, molts dels seus visitants eren joves que només havien llegit aquest llibre i desconeixien la resta de les seves composicions. És per aquest motiu que Goethe expressava el seu disgust pel llibre, i arribà a dir que el fantasma de Werther era més venjatiu que si hagués estat el d'un germà a qui hagués assassinat. Tot i així, també reconegué el gran impacte personal i emocional que havia causat el llibre. El 1821, va dir al seu secretari que «deu ser dolent si no tothom té en algun moment de la seva vida la sensació que Werther ha estat només escrit per a ell».

## Impacte cultural
La novel·la va donar origen a un fenomen anomenat Werther-Fieber ('febre de Werther'). Els joves d'Europa vestien amb la mateixa roba que Werther utilitzava en la novel·la i, en molts casos, arribaven a practicar, per greus desenganys amorosos, el suïcidi. De fet, és un dels primers casos de suïcidi mímic que es coneixen, la qual cosa provocà, suposadament, la mort d'uns dos mil lectors. Cal tenir en compte, però, que amb el romanticisme el suïcidi es popularitzà i arribà a ser conegut com el mal du siècle, sense oblidar que molts autors abans de Goethe ja l'havien exaltat en les seves obres.
La febre de Werther va ser causa de preocupació de les autoritats i altres autors. En concret, Nicolai Friedrich decidí escriure un final alternatiu per a la novel·la que resultés més agradable. L'anomenà Die Freuden des jungen Werther (Les alegries del jove Werther) i en aquest, Albert, coneixent Werther i imaginant-se les seves intencions, omplí les pistoles amb sang de pollastre, evitant així el suïcidi de Werther i cedint-li gustosament Lotte. Goethe trobà la versió desagradable i començà una enemistat literària amb Friedrich que el portà a escriure un poema titulat Nicolai auf Werthers Grabe. En aquest, es relatava com l'autor de la versió defecava en el sepulcre de Werther, fent malbé la seva memòria.

### Obres derivades
- Verter, farsa amb música de Johann Simon Mayr i llibret d'Antonio Simone Sografi (1794, Venècia), basada molt lliurement en els personatges (1794, Venècia)
- Werther, melòleg amb música de Gaetano Pugnani (1795)
- Carlota e Werther, dramma giocoso per musica amb música de Carlo Coccia i llibret de Gaetano Gasbarri (1814, Teatro degli infuocati de Florència).
- Carlota e Werter, melodramma amb música de Mario Aspa i llibret d'Almerindo Spadetta (1849, Teatro nuovo, Nàpols).
- Werther, melodrama tràgic amb música de Raffaele Gentili i llibret de Leopoldo Farnese (1862, Roma)
- Werther, òpera amb música de Jules Massenet compongué l'òpera basada en el llibre, que s'estrenà el 16 de febrer del 1892 a Viena en alemany, i el 16 de gener del 1893 a París en francès.
- Werther, drama líric amb música de compositor anònim, amb llibret italià (1897, Milà).
- L'ombra di Werther, òpera amb música i llibret d'Arturo Franchi (1899, Trieste i Roma)
- Drei Madrigale nach Worten des jungen Werthers, opus 47, obra coral d'Arnold Mendelssohn sobre el text de Goethe.
- Die Leiden des jungen Werthers, òpera amb musica de Hans-Jürgen von Bose (1986, abril, Hamburgische Staatsoper de Schwetzingen).

També se n'han fet diferents adaptacions al cinema:
- 1938: Le roman de Werther, pel·lícula dirigida per Max Ophüls, ambt Pierre Richard-Willm.
- 1949: Begegnung mit Werther, dirigida per Karl-Heinz Stroux, amb Horst Caspar i Heidemarie Hatheyerin.
- 1976: Die Leiden des jungen Werthers, dirigida per Egon Günther.
- 1982: Die Leidenschaftlichen, dirigida per Thomas Koerfer.
- 2008: Werther, dirigida per Uwe Janson.
- 2010: Goethe! dirigida per Philipp Stölzl, que mostra el procés de creació de la novel·la.

## Curiositats
Napoleó Bonaparte considerà aquesta novel·la com uns dels millors treballs realitzats a Europa. De jove, era tan gran l'admiració, el respecte i la proximitat que li despertava el llibre que l'inspirà a escriure un monòleg a l'estil de Goethe. En totes les seves campanyes, sempre s'endugué una còpia del llibre amb ell.